# ایستگاه هیدرومتری
ایستگاه هیدرومتری یا آب سنجی: این ایستگاه‌ها توسط وزارت نیرو در نقاط مختلف کشور تأسیس و مورد بهره‌برداری قرار گرفته‌اند و در آنها عواملی چون دبی، رسوب و کیفیت شیمیایی و فیزیکی آب تعیین می‌گردند.

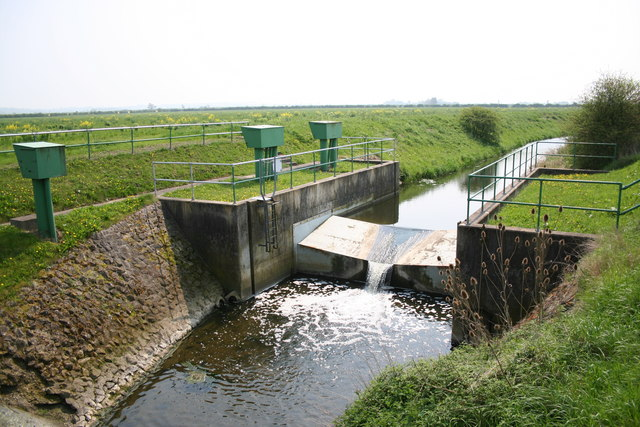
یک ایستگاه هیدرومتری بر رودخانه برانت در لینکولنشایر، انگلستان